# Alain IV de Bretagne
Pour les articles homonymes, voir Alain.
Alain IV de Bretagne dit Alain Fergent ou Fergant, Fergan, Fergandus et Fergens,, né vers 1060 au château de Châteaulin et mort le 13 octobre 1119 à l'abbaye Saint-Sauveur de Redon, fils de Hoël II de Bretagne et d'Havoise de Bretagne, fut comte de Cornouaille, de Rennes et de Nantes et enfin duc de Bretagne de 1084 à 1115.

## Biographie

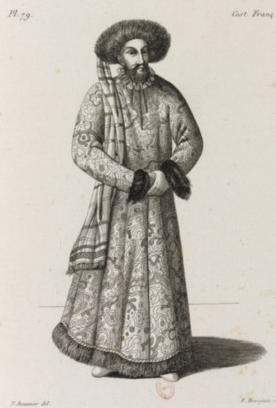
Dessin du XIXe siècle représentant Alain Fergent d'après un tableau disparu de l'abbaye de Redon.

Né au château de Châteaulin vers 1060, il est le fils de Hoël II de Bretagne et d'Havoise, il est comte de Cornouaille, puis de Rennes, de Nantes et enfin duc de Bretagne. Il succède à son père le 13 avril 1084 et est réputé être le dernier duc à avoir pratiqué le breton.
En 1084, il confirme toutes les libéralités accordées par son père et son grand-père à l'abbaye Sainte-Croix de Quimperlé. En 1084 encore, il fait don à l'abbaye de Landévennec des moulins, écluses et pêcheries de Châteaulin.
Il doit rétablir l'autorité ducale dans le comté de Rennes contre Geoffroy Grenonat, demi-frère de Conan II, auquel il avait succédé comme comte viager. Dès 1084, il prend Rennes à la tête de son armée et envoie Grenonat à Quimper, qui y meurt la même année, permettant à Alain de récupérer le titre de comte de Rennes:65. La même année, il nomme son frère Mathias à la tête du comté de Nantes où il le servira fidèlement aux côtés de leur oncle l'évêque Benoît de Cornouaille. À la mort de Mathias sans héritier en 1103, le comté de Nantes revient dans le domaine ducal:65.
En 1086 ou en 1087, il épouse en premières noces Constance de Normandie, fille de Guillaume le Conquérant, qui meurt en 1090 peut-être empoissonnée par ses servantes sans lui donner de descendance,.
En 1093, il épouse Ermengarde d'Anjou, fille de Foulque IV le Réchin et arrière-petite-fille de Foulque Nerra.
Il préfère séjourner dans la partie bretonnante du duché dont il était originaire et habite volontiers dans ses châteaux d'Auray et surtout de Carnoët non loin de l'abbaye Sainte-Croix de Quimperlé régie par son oncle l'abbé et évêque Binidic (Benoît).

La tranquillité dans laquelle vit le duché permet à Alain Fergent de répondre à l'appel d'Urbain II et, en compagnie d'autres seigneurs bretons, de se joindre, au cours de l'été 1096, à la première croisade. Le contingent breton qui comprend également Hervé fils de Guiomarch III de Léon, Raoul de Gaël et son fils Alain, Conan de Penthièvre fils de Geoffroy Ier, Riou de Lohéac, Chotard d'Ancenis et leurs hommes est incorporé dans l'armée commandée par Robert Courteheuse duc de Normandie et le comte Robert II de Flandre. Alain Fergent ne joue aucun rôle politique marquant lors de l'expédition mais il s'absente de Bretagne durant cinq ans en 1096 et 1101 laissant le duché sous la ferme autorité d'Ermengarde.

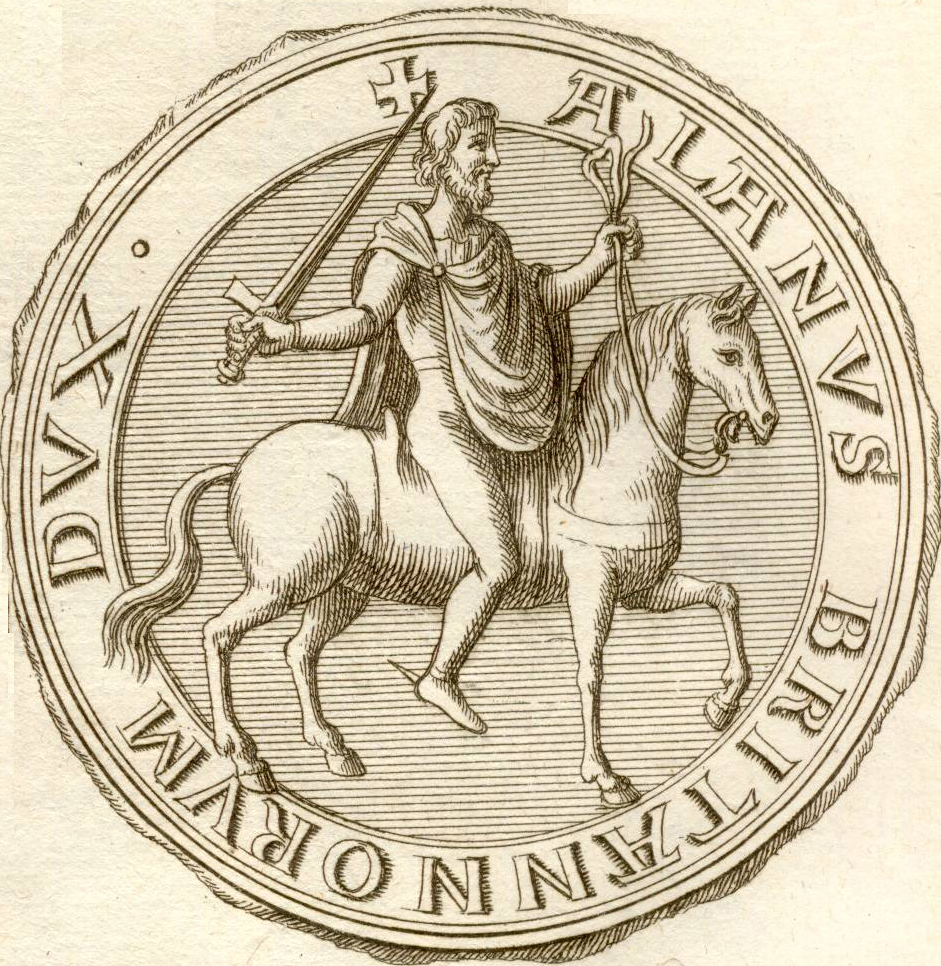
Sceau de Alain IV selon Dom Morice.

De retour de la croisade et sous l'influence de sa pieuse épouse, Alain s'intéresse de plus en plus aux questions religieuses et il soutient la réforme du clergé séculier menée par Marbode, évêque de Rennes, Baudri de Bourgueil élu à Dol-de-Bretagne en 1107 et Brice à l'évêché de Nantes en 1114. Alain IV est également un bienfaiteur des abbayes particulièrement ligériennes. Sur les quatorze actes subsistants de 1100 à 1112, sept concernent des établissements monastiques de la vallée de la Loire ; Marmoutiers, Saint-Serge et Saint-Nicolas d'Angers:68.
Cette évolution vers le spirituel ne l'empêche pas d'être encore actif militairement en 1106 en participant entre le 4 et le 19 mai au siège de Candé où le jeune comte Geoffroy IV d'Anjou est blessé à mort et de prendre le parti du roi d'Angleterre Henri Ier Beauclerc dans son conflit avec le frère de celui-ci, Robert Courteheuse, et de participer, en septembre, à la bataille de Tinchebray:149. L'installation de barons bretons en Angleterre se poursuit ; Henri Ier donne des terres à Olivier de Dinan, Guillaume d'Aubigny et Alain Fitzflaad sénéchal de Dol:78.
D'après Orderic Vital, en mars 1113, lors de l'entrevue d'Ormeteau-Ferré entre Louis VI le Gros et Henri Ier Beauclerc, le roi de France « concède la Bretagne » c'est-à-dire la vassalité directe d'Alain à Henri Ier. Le duc de Bretagne devient « homme lige du roi des Anglais », c'est alors qu'il fiance son fils Conan à la fille naturelle du roi d'Angleterre, Mathilde:154. Malade, il délègue alors définitivement le gouvernement à son fils Conan III qui intervient pour la première fois comme duc de Bretagne en 1115:69.
Alain Fergent se retire en l'abbaye Saint-Sauveur de Redon et y meurt le 13 octobre 1119 et il y est également inhumé en présence de Baudri de Bourgueil archevêque de Dol, de Marbode évêque de Rennes, Étienne de Penthièvre et de ses quatre fils, du vicomte Alain de Porhoët, d'Olivier de Dinan, d'Hervé de Léon, d'André Ier de Vitré et de son fils Robert, de Judicaël de Malestroit:35-36.

### Unions et descendance
Alain IV épouse entre le 14 juillet et le 8 décembre 1086 Constance de Normandie, fille de Guillaume le Conquérant. Cette union sera sans postérité.

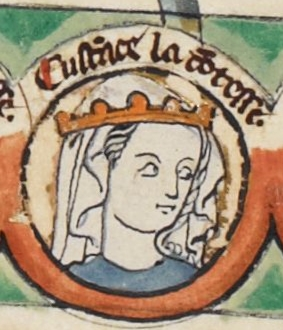
Constance de Normandie (portrait du XIIIe siècle).

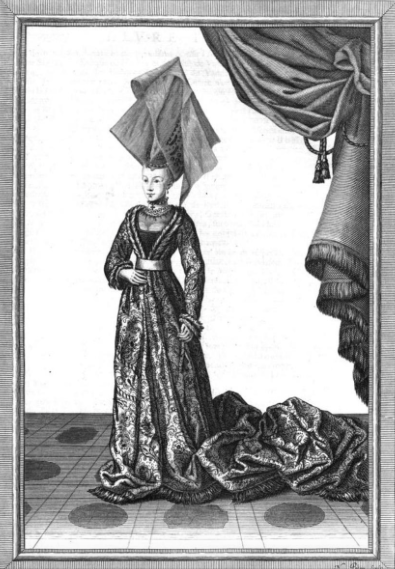
Ermengarde d'Anjou.

De son union entre 1090 et 1095 avec Ermengarde d'Anjou sont nés trois enfants :
1. Conan III, duc de Bretagne ;
2. Geoffroi le Roux mort à Jérusalem en 1116 ;
3. Agnès (ou Havoise) épouse vers 1110 de Baudouin VII de Flandre le fils de Robert II de Flandre.

D'une ou plusieurs maîtresse(s) inconnue(s), Alain Fergent laisse également deux fils :
- Brian FitzCount († 1147/1149), Lord de Wallingford, fervent partisan de Mathilde l'Emperesse dans la guerre civile dite l'Anarchie, pour le trône d'Angleterre ;
- Guyomarch, qui est capturé au siège de Manbij ; emprisonné pendant un an puis livré au Calife de Bagdad, qui le fait libérer, il reste à ses côtés pendant trois ans et demi avant de revenir à Antioche[11].